# St. Jakobi (Dannigkow)

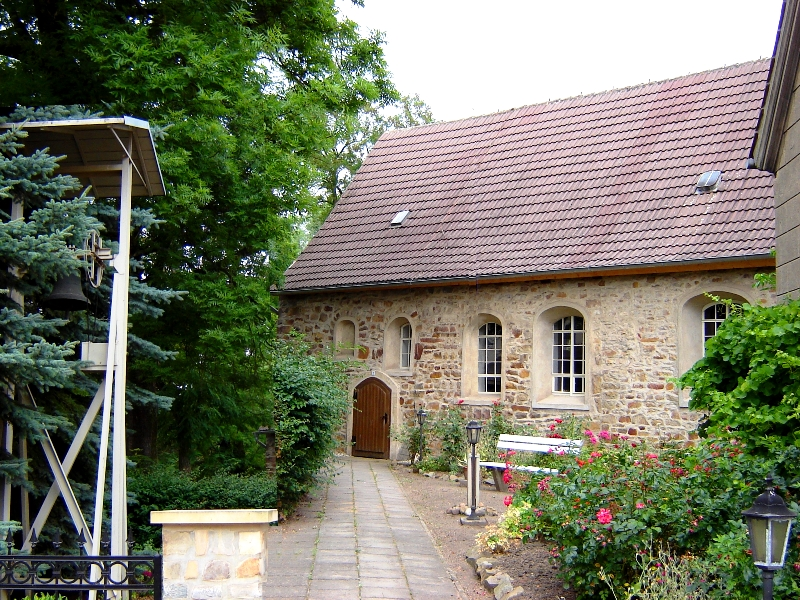
Sankt-Jakobi-Kirche

Sankt Jakobi ist die evangelische Kirche von Dannigkow, einem Ortsteil von Gommern in Sachsen-Anhalt.

## Geschichte
Die im 12. Jahrhundert errichtete Kirche befindet sich nördlichen der Friedrichstraße. Das Kirchengebäude wurde aus Bruchsteinen als turmloser Saalbau in spätromanischer Bauweise errichtet. Ursprünglich rechteckig, wurde das Gebäude später nach Osten hin verlängert und erhielt einen rundgemauerten Abschluss. Außerdem wurden die Fenster vergrößert. 1677 wurde über der Westfassade ein Dachreiter aus Fachwerk aufgesetzt, der Ende der 1970er Jahre wegen Baufälligkeit wieder abgetragen werden musste. Als Ersatz wurde im Vorgarten für die einzige Glocke ein metallener Glockenstuhl aufgestellt. 

## Ausstattung
Das Innere des Kirchenraums wird von einer Flachdecke geschlossen, an der Nord- und der Westseite sind Emporen angebracht. Als wertvolles Inventarstück ist ein hölzerner Altaraufsatz aus dem 17. Jahrhundert erwähnenswert. Er enthält eine 1823 gemalte Kopie eines Gemäldes aus dem 16. Jahrhundert, das die Kreuzigung Jesu vor einer Stadt- und Landschaftskulisse darstellt. Die Orgel wurde 1853 für die Strafanstalt Burg Gommern angefertigt und 1877 von der Kirchengemeinde Dannigkow erworben.